# Novakiella trituberculosa
Novakiella trituberculosa (Roewer, 1942) è un ragno appartenente alla famiglia Araneidae.
È l'unica specie nota del genere Novakiella.

## Distribuzione
L'unica specie oggi nota di questo genere è stata reperita in Australia e Nuova Zelanda.

## Tassonomia
Il nome del genere è in sostituzione di Novakia Court & Forster, 1988, che venne determinato analizzando esemplari di Araneus trituberculosus (Roewer, 1942). Tale denominazione era infatti stata già utilizzata per Novakia Strobl, 1893, genere di ditteri della famiglia Mycetophilidae e divenne necessario cambiarla. L'aracnologo Platnick, in una pubblicazione speciale del 1993, provvide a questa e ad altre ridenominazioni resesi necessarie.
Dal 1988 non sono stati esaminati altri esemplari, né sono state descritte sottospecie al 2014.